# 王有根
王有根（？—？），浙江杭州人，中华人民共和国军事人物，第一届全国人民代表大会代表。
1945年，王有根加入东北人民自治军，之后任东北民主联军排长，东北军区连长、副营长。1950年，参加朝鲜战争，担任副营长。在第三次战役华岳里战斗中，带领一个连部队击败美军四个连部队。回国后，担任华北军区营长，天津警备区副科长、后勤部处长、副部长。获得三级解放勋章。